# Соллогуб, Александр Иванович
Граф Алекса́ндр Ива́нович Соллогу́б (1787—1843) — русский франт и денди, любитель искусств и коллекционер. Тайный советник, церемониймейстер.

## Биография
Сын генерал-майора графа Ивана Антоновича Соллогуба (1747—1812) от его брака с Натальей Львовной Нарышкиной (1761—1819) родился 22 ноября (3 декабря) 1787 года. Учился в пансионе аббата Николя. Будучи наследником большого состояния и племянником Д. Л. Нарышкина, Соллогуб пользовался покровительством М. А. Нарышкиной и довольно быстро сделал успешную карьеру при дворе.
С 1810 года жил в Москве, где «уютно и изящно» устроил свой дом. В 1811 году поступил на службу переводчиком за обер-секретарским столом 1-го отделения 6-го уголовного департамента Сената. Не позднее 28 мая 1811 года был пожалован придворным званием камер-юнкера. В 1812 году участвовал в Московском ополчении, состоял при московском главнокомандующем графе Ф. В. Ростопчине и был свидетелем убийства Верещагина. После пожара Москвы, уничтожившим всё его имущество и ценную библиотеку, Соллогуб переселился в Петербург, где числился в ведомстве Коллегии иностранных дел. Не позднее 4 декабря 1814 года в чине титулярного советника был переведён в Министерство военных сил. В 1820 году в чине коллежского асессора служил чиновником «при особых поручениях» при министре финансов. В 1821 году был пожалован придворным званием «в должности церемониймейстера». В 1822 году был пожалован придворным чином церемониймейстера и по этому чину стал церемониймейстером класса Святого Александра Капитула российских орденов, а также церемониймейстером Департамента церемониальных дел Коллегии иностранных дел. С 25 мая 1826 года — действительный статский советник. В 1833 году вышел в отставку.
По отзыву современников, Соллогуб был очень примечательный в своем роде человек. В молодости красавец и первый щеголь (он ввел в моду синий плащ на красном бархате), он был завсегдатаем во всех публичных собраниях и аристократических салонах, где пел приятным голосом и превосходно танцевал мазурку. Среди его знакомых был Пушкин, Вяземский, А. И. Тургенев и Жуковский. Свой петербургский дом на Дворцовая наб., 20 он держал на широкую ногу. He будучи художником, любил живопись и в Париже собрал ценную картинную галерею.

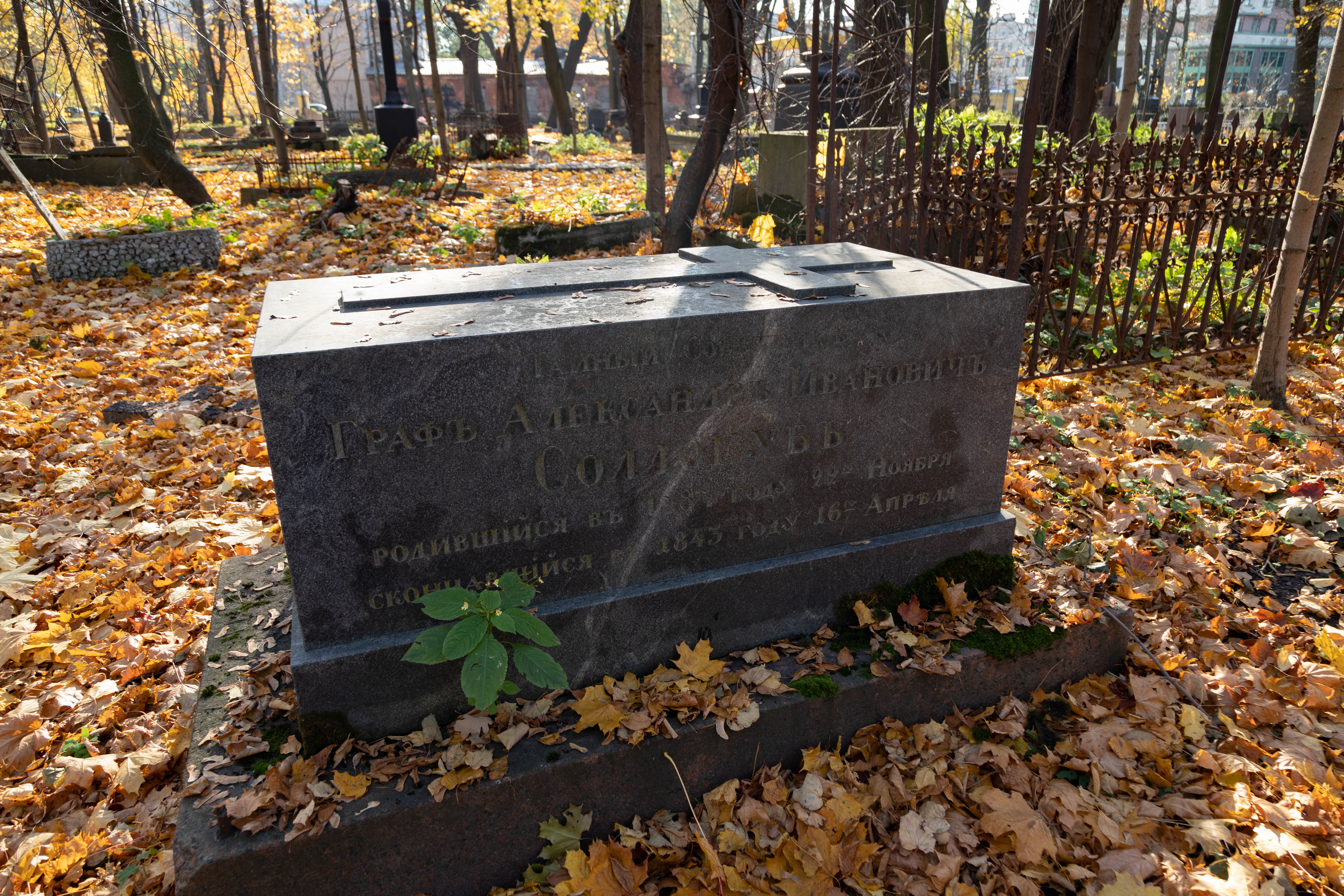
Могила графа

Без всяких претензий на государственный или высший ум граф Соллогуб, по свидетельству барона М. Ф. Корфа, был человек приятный и образованный. Проведя всю свою жизнь при дворе и в высшем обществе, он был старшиною всех петербургских львов и корифеем местного сословия гомосексуалистов. До самой смерти он имел претензии на молодость, что представлялось крайне смешным, тем более, что к ним присоединялись разные кокетливые кривлянья и женственные ужимки, истекавшие от физических его вкусов. Как все едкие остроты, появляющиеся в публике, приписывались князю А. С. Меншикову, так и все содомские анекдоты всегда слагались на графа Соллогуба. Роскошною жизнью, безумными тратами, поездками за границу Соллогуб расстроил свое состояние и умер 16 (28) апреля 1843 года почти в бедности. Похоронен на Смоленском лютеранском кладбище.

## Семья

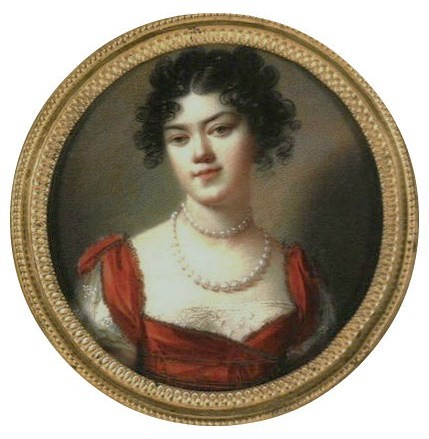
Софья Ивановна (1810)

Жена (с 11 мая 1810 года)— Софья Ивановна Архарова (13.03.1791—30.07.1854), старшая дочь московского военного губернатора Ивана Петровича Архарова и известной петербургской барыни Екатерины Александровны Римской-Корсаковой. По воспоминаниям Е. П. Яньковой, была очень не хороша собой, малообщительна и имела какое-то пренебрежительное выражение лица, не очень к ней располагавшее. При этом была умна и обладала твердым характером, приемы были холодны, а природа лишена женской приторности и нежности. Она во всем являлась полной противоположностью мужу и была главой в доме. Глубина и оригинальность её суждений, блестящее остроумие делали графиню интересной собеседницей, её хорошо знал Александр І и часто посещал её и любил
наедине с ней беседовать. Вместе с мужем входила в петербургское окружение Пушкина и была частым гостем салона Е. А. Карамзиной. Семейная жизнь её из-за наклонностей мужа сложилась несчастливо. Овдовев, переехала в Москву, где пользовалась всеобщей любовью и уважением в обществе. Похоронена на кладбище Донского монастыря. Дети:
- Екатерина (24.02.1811[17]—23.02.1812[18]), похоронена в Донском монастыре.
- Лев Александрович (1812—1852), дипломат, секретарь русского посольства в Вене.
- Владимир Александрович (1813—1882), писатель.
- Наталья (12.01.1815[19]—04.05.1815), крещена 14 января 1815 года в Исаакивском соборе, крестница князя Г. С. Голицына и бабушки графини Н. Л. Соллогуб.